# Albert von Jerusalem

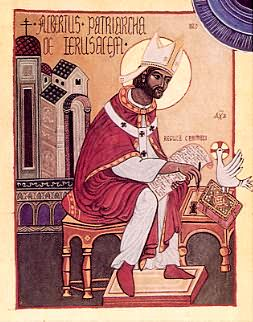
Albert von Jerusalem in einer Ikonendarstellung

Albert von Jerusalem (auch Albert Avogadro oder Albert von Vercelli; * um 1149 in Gualtieri; † 14. September 1214 in Akkon) war Bischof von Bobbio, Bischof von Vercelli sowie Lateinischer Patriarch von Jerusalem. Er wird in der römisch-katholischen Kirche als Heiliger verehrt.
Albert stammte aus Gualtieri im Bistum Parma. Er schlug eine geistliche Laufbahn ein, war zunächst Regularkanoniker in Mortara, um 1184 Bischof von Bobbio und ab 1185 Bischof von Vercelli. Er vermittelte im Streit zwischen Papst Clemens III. und Kaiser Friedrich Barbarossa. 1199 war er als päpstlicher Legat an der Beendigung des Krieges zwischen Parma und Piacenza beteiligt.
1204 wurde er von Papst Innozenz III. zum Patriarchen von Jerusalem ernannt, nachdem er für diesen als päpstlicher Legat ins Heilige Land gereist war. Das Patriarchat hatte zu jener Zeit seinen Sitz in Akkon, da die Stadt Jerusalem von den muslimischen Ayyubiden besetzt war. Albert schlichtete dort Streitigkeiten zwischen den Kreuzfahrerkönigreichen Jerusalem und Zypern, ebenso wie zwischen dem Templerorden und dem Königreich Kleinarmenien. 1208 sprach er auf Weisung von Papst Innozenz III. die Exkommunikation gegen den Fürsten Bohemund IV. von Antiochia aus, der den Patriarchen von Antiochia, Peter von Angoulême, nach einem Aufstand hatte verhaften und foltern lassen, bis dieser schließlich im Kerker gestorben war. 1209 gab er den Eremiten auf dem Karmel, aus deren Gemeinschaft sich der Orden der Karmeliten entwickelte, auf deren Wunsch hin eine Ordensregel.
Bei einer Prozession durch Akkon am Fest der Kreuzerhöhung im Jahr 1214 wurde Albert vom Meister des Heilig-Geist-Hospitals der Johanniter in Akkon erstochen. Albert hatte zuvor dessen unehrenhafte Entlassung betrieben. Papst Paul V. sprach Albert 1609 heilig; sein Gedenktag ist sein Todestag.